# Трой Террі
Трой Террі (англ. Troy Terry; 10 вересня 1997, м. Денвер, США) — американський хокеїст, центральний/правий нападник. Виступає за Денверський університет у чемпіонаті NCAA.
Виступав за «Індіана Айс» (ХЛСШ), «USNTDP Juniors» (ХЛСШ).
У складі юніорської збірної США учасник чемпіонату світу 2015.
Досягнення
- Переможець юніорського чемпіонату світу (2015)